# Matylda Pálfyová
Matylda Vilma Pálfyová (-Mareková), née le 11 mars 1912 à Kostoľany nad Hornádom et morte le 23 septembre 1944 à Brestovany, est une gymnaste artistique tchécoslovaque. 

## Palmarès

### Jeux olympiques
- Berlin 1936
  -  médaille d'argent au concours par équipes

### Championnats du monde
- Prague 1938
  -  médaille d'or au concours par équipes
  -  médaille d'or au sol
  -  médaille de bronze au concours général individuel